# موزه ملی قطر
موزه ملی قطر (به عربی: متحف القطر الوطني‎) یک موزه ملی در دوحه قطر است. این موزه در ۲۸ مارس ۲۰۱۹ برای بازدید عموم افتتاح شد. این ساختمان که به جای موزه قدیمی ملی قطر ساخته شده، توسط معمار مطرح فرانسوی ژان نوول طراحی شده‌است که طراحی وی الهام گرفته از گل صحرا (کریستال) بیابانی است که در قطر یافت می‌شود.